# 張伯淳
张伯淳（1242年—1302年），字师道，号养蒙，崇德（今浙江桐乡）人。
父张琥是宋嘉定十三年（1220年）进士，累官朝议大夫。张伯淳少年舉童子科，咸淳七年（1271年）中進士，元至元二十三年（1286年）與内弟赵孟頫同授杭州路儒学教授，大德四年（1300年）拜侍读学士。卒谥文穆，葬崇德离字圩（今桐乡市石门镇西北）。著有《养蒙斋集》。